# خوان غويتيسولو
خوان غويتيسولو غاي (بالإسبانية: Juan Goytisolo Gay) (5 يناير 1931 - 4 يونيو 2017م)، صحفي، مفكر، أديب ومستشرق إسباني. يعتبره الكثيرون من أهم الكتاب الإسبان، واشتهر بمناضلته للجنرال فرانكو. تتناول كتاباته الآثار العميقة للغة والثقافة العربية في المجتمع الإسباني إلى اليوم. ويأتي كتابه المُترجم للعربية إسبانيا في مواجهة التاريخ على رأس مؤلفاته في العالم العربي.

## حياته
وُلد ببرشلونة، إسبانيا، التحق بثانوية اليسوعيين، وابتدأ دراسة الحقوق بجامعة المدينة، لكنه لم يُكملها. بعدها ابتعد عن محيط عائلته المرموق، سنة 1956 سافر خوان إلى مهجره الاختياري باريس حيث تعرف على مندوبين لمجلتي رواية جديدة (Nouveau Roman) ومجلة تيل كيل. وعمل في باريس كمستشار أدبي في مطبعة جاليمارد. كما عمل أستاذاً في جامعات جولا في كاليفورنيا وبوسطن ونيويورك.
خوان معروف بقضاياه لمناصرة الإسلام والمسلمين والقضية الفلسطينية، وهو من عائلة مثقفة فإخوته أدباء إسبان كبار. فأخوه لويس غويتيسولو أحد أشهر الكتاب الإسبان وكذلك أخوه الشاعر المعروف أوغستين غويتيسولو.
اشتهر بمناضلته للجنرال فرانكو فلم يستطع العودة إلى إسبانيا إلا بعد زوال حكم فرانكو الذي حكم عليه غيابياً. من أشهر مواقفه موقفه ضد الاستعمار الفرنسي للجزائر وكيف كان يخبئ الجزائريين عنده في البيت ويوفر لهم الحماية. جمع بين الثقافة العربية والإسلامية والأندلسية والإسبانية واللاتينية والفرنسية لأن عاش فيها وثقافته الإنجليزية عندما درس في أمريكا. ساند غويتسولو إبان الحروب اليوغوسلافية، المقاومة البوسنية المسلمة في سراييفو بكل مؤلفاته ومقالاته. حصل سنة 1993م على جائزة نايلي زاكس. عش أواخر أيامه بين باريس ومراكش.

## أعماله
خوان الذي يعتبر نفسه أحد المستعربين الحاليين، يوضح عادة في كتاباته الآثار العميقة للغة والثقافة العربية في المجتمع الإسباني إلى اليوم. ضرب الكاتب عدة أمثلة على ذلك، حيث أن هناك حوالي أربعة آلاف كلمة عربية في اللغة الإسبانية بفضل جهود المستعربين الإسبانيين الذين تعلموا العربية وتكلموا بها زمن الحضارة العربية الإسلامية في الأندلس.
لغويتيسولو عدة مؤلفات: الإشارات، مطالبات الكونت السيد خوليان، لمحة بعد المعركة، إصلاحات الطائر المنعزل. لكن أشهر كتبه في العالم العربي هو كتابه المُترجم للعربية إسبانيا في مواجهة التاريخ.. فك العقد حيث يُدافع فيه عن الثقافة العربية ودورها في التقريب بين الشعوب.
عاش أواخر أيامه بمراكش في المغرب قُبالة ساحة جامع الفنا، وتوفي يوم 4 يونيو 2017. عدّه الكثير أكبر كاتب إسباني في العصر الحديث و عدّه آخرون أحد أكبر الكتاب في التاريخ الإسباني منذ بدايته. نرى أن الكثير من كتبه مخصصة في الحديث عن العرب والمسلمين مثل كتاب من دار السكة إلى مكة.

## وصلات خارجية
- خوان غويتيسولو على موقع أرشيف الشارخ.
- خوان غويتيسولو على موقع IMDb (الإنجليزية)
- خوان غويتيسولو على موقع الموسوعة البريطانية (الإنجليزية)
- خوان غويتيسولو على موقع مونزينجر (الألمانية)
- خوان غويتيسولو على موقع قاعدة بيانات الأفلام السويدية (السويدية)
- خوان غويتيسولو على موقع قاعدة بيانات الفيلم (الإنجليزية)
- (بالإسبانية) نبذة عن خوان غويتيسولو
- (بالإسبانية) خوان غويتيسولو